# راما الرابع
منغوكوت (بالتايلندية: พระบาทสมเด็จพระจอมเกล้าเจ้าอยู่หัว) الملقب راما الرابع (بالتايلندية: พระบาทสมเด็จพระปรเมนทรมหามงกุฎฯ พระจอมเกล้าเจ้าอยู่หัว) حكم منذ 1 ابريل 1851م إلى 1 أكتوبر 1868م، الملك منغوكوت ملك مملكة سيام والأخ الغير شقيق للملك راما الثالث عرف عهد الملك منغوكوت علاقات خارجية متميزة واحتراماً خارج مملكة سيام واستطاع التوسع والانفتاح على العالم الغربي واستقدام التكنلوجيا الغربية واطلق عليه لقب «راعي العلوم والتكنلوجيا» عُرف عن الملك تدينه فقد قضى فترة من حياته كراهب بوذي حيث قضى ما يقارب 27 عام من حياته متديناً قبل أن يتم تتويجه في سن 47 كملك لمملكة سيام
.

## روابط خارجية
- راما الرابع على موقع الموسوعة البريطانية (الإنجليزية)